# Каптурник жовтоволий
Капту́рник жовтоволий (Thlypopsis ruficeps) — вид горобцеподібних птахів родини саякових (Thraupidae). Мешкає в Андах.

## Поширення і екологія
Жовтоволі каптурники мешкають на східних схилах Анд в Перу (на південь від Уануко), в Болівії та на північному заході Аргентини (на південь до Тукуману). Вони живуть у вологих гірських тропічних лісах та на узліссях. Віддають перевагу лісам, утвореним андійською вільхою (Alnus acuminata), а також деревами роду Polylepis. Зустрічаються на висоті від 1200 до 3500 м над рівнем моря.